# جورج واشنطن كيبل

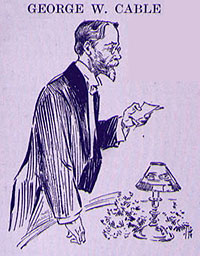
1905

جورج واشنطن كيبل (بالإنجليزية: George Washington Cable)‏ 12 أكتوبر 1844 في نيو أورلينز، لويزيانا - 31 يناير 1925 في فلوريدا. كان كاتب أمريكي.

## سيرته الشخصية
وُلد جورج واشنطن كيبل في عام 1844 في نيو أورليانز في لويزيانا، والده جورج كيبل الأب، ووالدته ريبيكا بوردمان كيبل. كان والداه من الأثرياء أصحاب العبيد وأعضاءً في الكنيسة المشيخية وجمعية نيو أورليانز. تلقى تعليمه في المدارس الخاصة، توجب عليه العمل بعد وفاة والده وهو صغير: خسر كيبل الأب استثماراته وعانت الأسرة ماليًا. تعلّم كيبل الابن لاحقًا اللغة الفرنسية بمفرده. دعم القضية الجنوبية خلال الحرب الأهلية الأمريكية، خدم في جيش الولايات الكونفدرالية.
غيرت تجارب كيبل أفكاره حول المجتمع الجنوبي، وبدأ في الكتابة خلال إصابته بمرض الملاريا. أصبح في عام 1870 صحافيًا، وكتب في صحيفة نيو أورليانز بيكايون. عمل في الصحيفة منذ عام 1865 وحتى عام 1879، أصبح في ذلك الوقت كاتبًا معروفًا. تزوج في عام 1869 من لويزا ستيوارت بارتليت وأنجبا عدة أطفال.
دُعي لكتابة قصص في مجلة سكرايبنير الشهرية، والتي نشرت قصته في عام 1873. نشر ست قصص أخرى عن حياة الكريول في السنوات الثلاث التالية. جُمعت ونشرت في كتاب عام 1879 باسم أيام الكريول القديمة. كشفت القصص عن الطبيعة متعددة الثقافات والأعراق لمجتمع نيو أورلينز قبل الحرب، مع العلاقات بين الأشخاص ذوي الأصول الفرنسية والإسبانية والأفريقية والأمريكية والكريول. تطرق إلى الصراعات التي نشأت بعد صفقة لويزيانا عندما توجب على مجموعات الكريول في نيو أورليانز مواجه الأمريكيين الإنجليز الذين أكدوا في نهاية المطاف مفهومهم عن المجتمع الثنائي، بدلًا من الاعتراف فقط بالطبقة متعددة الأعراق من الأشخاص السود الأحرار.
نشر كيبل في عام 1880 روايته الأولى تحت عنوان (غرانديسمي: قصة عن حياة الكريول)، والتي صورت أعضاء مجتمع متعددي الأعراق ومن فئات مختلفة في أوائل القرن التاسع عشر بعد فترة وجيزة من صفقة لويزيانا. تسرد الرواية قصص مغامرات ورومانسية العديد من أفراد عائلة غرانديسمي وهي عائلة كريولية فرنسية. استخدم هذه الرومانسية كوسيلة لسرد قصته عن المجتمع وظلمه العرقي. كلف مكتب تعداد الولايات المتحدة كيبل في نفس العام بكتابة قصة تاريخية عن فترة ما قبل الحرب الأهلية في نيو أورليانز. قدم قصصًا تاريخية مدروسة جيدًا من 313 صفحة، والتي اختُصرت بشكل كبير لنشرها في عام 1884.
تروي روايته الموسعة من قصة قصيرة التي حملت عنوان مدام دلفين عام 1881 قضية تمازج الأجناس، حيث تحاول امرأة من أصل أفريقي ترتيب زواج ابنتها التي لديها أصل أوروبي بشخص من النخبة الكريولية الفرنسية. نشر في عام 1884 عملاً للدكتور سيفير حول إصلاح السجون.
بدا من الواضح تقسيم كيبل لجهوده بعد هذه الأعمال بين الروايات الرومانسية والمقالات غير الروائية، إذ أعرب عن تعاطفه مع المساواة العرقية ومعارضته لجيم كرو، مثل مقال قضية فريدمان عن المساواة ومقال الجنوب الصامت، نُشرتا عام 1885. استاء كثير من سكان الجنوب البيض من مقالاته التي أثارت الكثير من الجدل.
عمل البيض بعد نهاية الحرب على إعادة إرساء سيادتهم السياسية والاجتماعية على الأشخاص المحررين وعلى الأحرار منذ سنوات ما قبل الحرب. مارست الكو كلوكس كلان والجماعات شبه العسكرية التخويف العرقي واعمالًا لإبعاد السود عن التصويت. اضطهد الديمقراطيون بعد إعادة الإعمار عندما استعادوا السيطرة على المجلس التشريعي للولاية السود وفرضوا الفصل العنصري القانوني والإجراءات التقييدية الأخرى.

## تأثيره العام وإرثه
كان كيبل صديقًا لمارك توين. زارا في عام 1884 و1885 تورنتو في كندا مرتين في جولة قراءة عرفت بجولة التوأم العبقري.

## روابط خارجية
- جورج واشنطن كيبل على موقع الموسوعة البريطانية (الإنجليزية)
- جورج واشنطن كيبل على موقع إن إن دي بي (الإنجليزية)